# Roger Gilbert-Lecomte
Pour les articles homonymes, voir Gilbert et Lecomte.
Roger Gilbert-Lecomte (à l'état civil Roger-Gilbert Lecomte), né le 18 mai 1907 à Reims et mort le 31 décembre 1943 à Paris 14e, est un poète français.
Il est un pilier de la revue  Le Grand Jeu. René Daumal, le peintre Joseph Sima, Roger Vailland, Robert Meyrat, Pierre Minet et André Rolland de Renéville participèrent tous à l'élaboration de la revue, que ce soit de façon régulière ou temporaire.

## Biographie
La trajectoire de Roger Gilbert-Lecomte trouve ses racines dans le parcours de quatre jeunes lycéens à Reims, regroupés sous le nom des Phrères simplistes: Lecomte, Meyrat, Daumal et Vailland. Très jeunes, ils se posent la question d'un point de rencontre entre le visible et l'invisible, et tentent, à travers divers moyens stupéfiants, (à dix-sept ans au moins, usage de « toxiques », comme Lecomte le confesse dans une lettre à Roger Vailland, perte de la notion d'espace, de temps, privation de sommeil, et plus précisément pour Lecomte, excès en tout et pour tout), d'« expérimenter Dieu ».
Malgré une persistante réputation de poète maudit, Roger Gilbert-Lecomte a été soutenu par des personnalités importantes, comme l'éditeur Léon Pierre-Quint, qui le soutient financièrement ou comme Jean Paulhan, qui le fait publier dans la NRF de Drieu la Rochelle, à des fins thérapeutiques, puis à titre posthume, en 1955 dans sa collection « Métamorphoses ». Les éditions Fata Morgana lui donnent une livrée à sa mesure ; Roland Dumas assure la défense juridique d'une œuvre posthume dont tous les ayants droit ne souhaitaient pas qu'elle vît le jour.
Lecomte ne laissera que peu d'écrits, suivant jusqu'au bout son processus d'autodestruction pour retourner « dans le ventre de la mère, plonger dans l'abîme, et retourner à l'un, Absolu ». Dans ses correspondances, une lettre à son ami René Daumal, marque sa volonté de continuer jusqu'au bout : « Toi, tu es foutu poète ! » lui écrit-il.
Roger Gilbert-Lecomte reste toutefois un auteur méconnu, à l'instar de certains de ses partenaires du Grand Jeu. Cela est dû en partie aux pressions exercées sur eux par le surréaliste André Breton, lorsque ces derniers refusèrent d'adhérer au surréalisme, considérant ce mouvement comme une bureaucratie ayant abandonné ses idéaux. Mais il faut reconnaître aussi que cette marginalité par rapport au surréalisme a rendu les auteurs du Grand Jeu très identifiables.
Il repose à Reims, au cimetière de l'Est (division 18).

## Ouvrages parus du vivant de Roger Gilbert-Lecomte
- Le Grand Jeu, revue (la collection complète, c'est-à-dire les numéros 1, 2 et 3, ainsi que les épreuves du numéro 4 jamais paru, a fait l'objet d'un reprint par les éditions Jean-Michel Place en 1977).
- La Vie, l'Amour, la Mort, Le Vide et le Vent, éditions des Cahiers libres, 1933. Rééd. par les éditions Prairial, 2014.
- Le Miroir noir, coll. « les feuillets de Sagesse », éd. Tschann, 1937. Rééd. à la suite du précédent recueil par les éditions Prairial, 2014.

## Ouvrages posthumes
- Testament, Gallimard, coll. « Métamorphoses », 1955.
- Monsieur Morphée, empoisonneur public, Fata Morgana, 1966 ; rééd. Allia, 2011.
- Arthur Rimbaud, préface de Bernard Noël, Fata Morgana, 1971 ; rééd. Éditions Lurlure, 2021.
- Correspondance. Lettres adressées à René Daumal, Roger Vailland, René Maublanc, Pierre Minet, Véra Milanova et Jean Puyaubert, Gallimard, 1971.
- Tétanos mystique, Fata Morgana, 1972.
- L'Horrible Révélation, la seule..., Fata Morgana, 1973.
- Œuvres complètes, 2 tomes, Gallimard, 1974-1977.
- Caves en plein ciel, Fata Morgana, 1977.
- Neuf haï kaï, Fata Morgana, 1977.
- Poèmes et chroniques retrouvés, éd. Rougerie, 1982.
- Lettre à Benjamin Fondane, éd. Les Cahiers des Brisants, 1985.
- Mes chers petits éternels, L'Éther Vague, 1992.
- Joseph Sima, éd. L'Atelier des Brisants, 2001.
- Écritures, éditions Marguerite Waknine, 2015  (ISBN 978-2-916694-81-8)
- Correspondance de Roger Gilbert-Lecomte avec Léon Pierre-Quint (1927-1939), éditions Ypsilon, 2011
- Correspondance de Roger Gilbert-Lecomte avec René Daumal (1924-1933), éditions Ypsilon, 2015